# Mauro Gallegati
Mauro Gallegati (Macerata, 8 marzo 1958) è un economista italiano.

## Biografia
Si è laureato in Scienze Politiche all'Università di Macerata. Nel 1989 ha conseguito il dottorato presso l'Università degli studi di Ancona, sotto la supervisione di Hyman Minsky, con una tesi sulla fragilità finanziaria. È stato poi research fellow presso la Washington University di St. Louis, e visiting scholar, visiting professor e visiting lecturer presso altre università, tra le quali quella di Cambridge, la Stanford University, il Massachusetts Institute of Technology, la Columbia University, il Santa Fe Institute, la Brookings Institution, l'University of Technology Sidney, l'Università di Kyoto, il Politecnico federale di Zurigo.
Insegna macroeconomia avanzata presso l'Università Politecnica delle Marche, nella facoltà di economia "Giorgio Fuà", ed è stato presidente della società ESHIA (Economic science with heterogeneous interacting agents) dalla fondazione, 2006, al 2012.
Ha compiuto studi insieme a Giorgio Fuà, tra i quali uno «sull'indice a catena del prodotto interno lordo italiano».
I suoi interessi di studio riguardano i temi della complessità in economia e l'applicazione, in economia, di modelli basati sull'interazione tra agenti eterogenei, per il superamento di quelli basati sull'agente rappresentativo. Su tali temi è cofirmatario, con Alan P. Kirman e altri, di lavori di ricerca..
Tra le collaborazioni scientifiche, ha pubblicato articoli con Bruce Greenwald, Joseph Stiglitz, Domenico Delli Gatti e altri. Con Joseph Stiglitz ha pubblicato lavori sullo sviluppo della teoria dell'informazione asimmetrica e degli agenti eterogenei e sulle relative applicazioni.
È membro dell'Institute for New Economic Thinking e collaboratore di Lavoce.info.
Con Marisa Faggini, Alan P. Kirman, Thomas Lux, è curatore della collana editoriale New Economic Windows della casa editrice Springer Verlag, dedicata alla pubblicazione di testi su prospettive innovative in materia di teoria della complessità in economia.
Con Dani Rodrik, Alan Kirman, James Galbraith e altri, ha sottoscritto il "monito degli economisti", un documento critico verso le politiche europee di austerity pubblicato sul Financial Times il 23 settembre 2013..

## Pubblicazioni
- Mauro Gallegati, Roberto Danovaro, Condominio Terra, Giunti e Slow Food Editore, 2019,  ISBN 9788809879164
- Mauro Gallegati, Acrescita, Passaggi Einaudi, 2016, ISBN 978-88-06-22709-8
- Mauro Gallegati, Vie di fuga, Editore Ogni Uomo è Tutti Gli Uomini, 2013. ISBN 88-96691-72-9
- Mauro Gallegati, Oltre la siepe, Chiarelettere, 2013. ISBN 88-6190-556-0